# Iglesia de San Miguel (Espluga de Francolí)
La iglesia de San Miguel es un inmueble de la localidad española de la Espluga de Francolí, en la provincia de Tarragona. Cuenta con el estatus de bien cultural de interés nacional.

## Descripción
El inicio de la construcción del edificio, que se encuentra bajo la advocación de San Miguel Arcángel, se remontaría a finales del siglo XIII, en concreto a 1297. El templo aparece mencionado en el séptimo volumen del Diccionario geográfico-estadístico-histórico de España y sus posesiones de Ultramar de Pascual Madoz, en la entrada correspondiente a la Espluga de Francolí, de la siguiente manera:

hay una igl. parr. (San Miguel Arcángel) servida por una comunidad de 7 presbíteros beneficiados, de que forma parte del párroco, cuyo curato es de térm. y de provision real y ordinario; el templo fue edificado entre los siglos XII y XIII segun se lee en una inscripcion en letra gótica que se halla á la puerta nombrada del cementerio, es sólido, de orden gótico, y todo de canteria; la torre hábilmente construida sobre el arco de la puerta mayor, contiene un reloj público con 2 campanas, ademas de otras grandes y 3 pequeñas para el servicio de la igl.; tiene un órgano bastante bueno, y 12 altares, de los cuales solo son algo notables el mayor, y otro dedicado á San Esteban: se celebra en la primera dominica de octubre el aniversario de la consagracion del templo, verificada en el primer domingo del mismo mes del año 1365.
(Madoz, 1847, p. 579)

La iglesia fue declarada monumento arquitectónico-artístico mediante una real orden fechada el 2 de julio de 1923 y publicada el día 4 de ese mismo mes en la Gaceta de Madrid.